# Гастроезофагеална рефлуксна болест
Гастроезофагеалната рефлуксна болест (ГЕРБ) е хронично нарушение на гастроинтестиналния тракт, засягащо долния езофагеален сфинктер (еднопосочна мускулна клапа, свързваща хранопровода с горния отвор на стомаха), при което съдържанието на стомаха се издига нагоре в хранопровода. Това състояние води или до симптоми, или до усложнения. Симптомите включват неволно връщане на хранопроводно или стомашно съдържание обратно към устната кухина (регургитация), вкус на киселина в задната част на устата, киселини в стомаха, лош дъх, болка в гърдите, проблеми с дишането и износване на зъбите.  Усложненията включват езофагит, езофагеална стриктура и хранопровод на Барет. 
Известна е още като стомашна рефлуксна болест, киселинна рефлуксна болест, киселинен рефлукс, гастроезофагеален рефлукс, рефлукс. 
Когато сфинктерът е слаб или се отваря неадекватно, позволявайки по този начин връщането на стомашно съдържание в хранопровода, настъпва т. нар. гастроезофагеален рефлукс. Думата идва от гръцкото gaster (на старогръцки: γαστήρ – свързан със стомаха), от esophagus (на латински: œsóphagus – хранопровод), и от reflux (на латински: refluo – връщам се).
Начинът на живот и диетичните навици може да благоприятстват за развитието на ГЕРБ. Някои храни и безалкохолни напитки, включително шоколад, мента, пържени и мазни храни, кафе или алкохолни напитки, може да предизвикат рефлукс и парене зад гръдната кост. Заболяването могат да причинят и други фактори: затлъстяване, тютюнопушене, бременност, хиатална херния, прием на определени лекарства. 
Понякога болестта води до сериозни усложнения. По-продължителното агресивно действие на стомашните киселини върху лигавицата на хранопровода може да доведе до възпаление на лигавицата на хранопровода (езофагит). Езофагитът може да се усложни с кървене и с образуване на язви (улцерация).

## Диагностика
Методите за диагностика са: гастроскопия, рентгенови снимки на радиоконтрастна следа в хранопровода от каша с бариев сулфат, наблюдение на рН на хранопровода (горна стомашно-чревна серия), манометрия на хранопровода. 
| Методи за изследване                                         | Възможности на метода |
| ------------------------------------------------------------ | --- |
| Ежедневно наблюдение на рН в долната третина на хранопровода | Определя количеството и продължителността на епизодите, при които показателят рН е по-малък от 4 и по-голям от 7, неговата връзка със субективните симптомами, приема на храна, положението на тялото, приёма на лекарства. Дава възможност за индивидуален подбор на терапия и контрол на ефективността на действие на лекарствата. |
| Рентгеново изследване на хранопровода                        | Идентифицира хиатална херния на диафрагмата, ерозия, язви, стриктура на хранопровода. |
| Ендоскопично изследване на хранопровода                      | Открива възпалителни промени в хранопровода, ерозия, язви, стриктури на хранопровод, хранопровод на Барет. |
| Манометрическо изслеование пищеводных сфинктеров             | Позволява да се прояви изменението на тонуса на хранопроводните сфинктери. |
| Сцинтиграфия на хранопровода                                 | Позволяда се оцени хранопроводния клиренс. |
| Импедансометрия на хранопровода                              | Позволява да се изследва нормалната и ретроградна перисталтика на хранопровода и рефлукси от различен произход (кисели, алкални, газови). |

Диференциална диагноза: язвена болест, рак на хранопровода, спазъм на хранопровода, ангина. 
Лечението се извършва с промени в начина на живот, хирургия, лекарства (антиациди, блокери на H2-хистаминовите рецептори, инхибитори на протоновата помпа, прокинетичен агент). 
В Западния свят между 10 и 20% от населението е засегнато от ГЕРБ. Случайният гастроезофагеален рефлукс без обезпокоителни симптоми или усложнения е още по-чест. 

## Етиология
За развитието на гастроезофагеална рефлуксна болест допринасят следните причини:
- Намален тонус на долния езофагеален сфинктер (LES).
- Намалена способност на хранопровода да се самопрочиства.
- Вредните свойства на рефлуксанта, т.е. съдържанието на стомаха и / или дванадесетопръстника, хвърлени в хранопровода.
- Неспособност на лигавицата да се противопостави на вредните ефекти на рефлуксанта.
- Нарушено изпразване на стомаха.
- Повишено вътрекоремно налягане.
- Aхлорхидрия - това е състояние с което се описва липсата на солна киселина в стомашния сок.

Развитието на гастроезофагеална рефлуксна болест се влияе и от особеностите на начина на живот като стрес, работа, свързана с наклонен торс, затлъстяване, бременност, пушене, хранителни фактори (мазни храни, шоколад, кафе, плодови сокове, алкохол, пикантни храни), както и прием на лекарства, които повишават периферната концентрация на допамин (фенамин, первитин, други производни на фенилетиламин).

## Клиника
ГЕРБ се проявява предимно чрез киселини в стомаха, регургитация, кисели оригвания и киселинен вкус в устата, които по-често се появяват след хранене, когато тялото се навежда напред или през нощта. Втората най-честа проява на това заболяване е болката в гърдите, която се излъчва в междулопаточната област, шията, долната челюст и лявата половина на гръдния кош. 
Екстраезофагеалните прояви на заболяването включват белодробни симптоми (кашлица, задух, често се появяват в легнало положение), отоларингологични симптоми (пресипналост, сухота в гърлото, тонзилит, синузит, бяла плака на езика) и стомашни симптоми (бързо засищане, подуване на корема, гадене, повръщане), също включват лимфаденопатия и желязодефицитна анемия като симптоми. По-рядко срещаните симптоми включват болка при преглъщане / възпалено гърло и повишено слюноотделяне (известно още като воден писък). 

### Поражения
ГЕРБ понякога причинява нараняване на хранопровода. Тези наранявания могат да включват едно или повече от следните:
- Рефлуксен езофагит – възпаление на езофагеален епител, което може да причини язви в близост до кръстовището на стомаха и хранопровода.
- Стриктури на хранопровода – постоянното стесняване на хранопровода, причинено от възпаление, предизвикано от рефлукс.
- Хранопровод на Барет – чревна метаплазия (промени в епителните клетки от сквамозен в чревен колонен епител) на дисталния хранопровод. [10]
- Аденокарцином на хранопровода – форма на рак. [9]

ГЕРБ понякога причинява нараняване на ларинкса (LPR).  Други усложнения могат да включват аспирационна пневмония. 